# Wijnjeterp
Wijnjeterp is een voormalig dorp in de gemeente Opsterland, in de Nederlandse provincie Friesland. In 1974 werd Wijnjeterp samengevoegd met het iets oostelijk gelegen dorp Duurswoude. Het tweelingdorp is sindsdien bekend onder de porte-manteaunaam Wijnjewoude.

## Geschiedenis
Het dorp Wijnjeterp was een lintdorp en lag waarschijnlijk vanaf de 13e eeuw op de zandrug net ten zuiden van de rivier de Boorne die op dit punt 'Koningsdiep' wordt genoemd. De eerste boerennederzetting was rond de zevende eeuw ontstaan nabij de Boorne, die locatie is door de provinciale archeoloog Gerrit Elzinga (1923-2017) opgegraven. Het voormalige kerkhof is op de hoogtekaart nog zichtbaar. Onder archeologen werd Wijnjeterp bekend door de vondst van de Neanderthaler-vuistbijl in augustus 1939 aan de Poastwei door de Friese amateur-archeoloog Hein van Vliet. De bijl is te bezichtigen in het streekmuseum van Gorredijk.
In het oostelijke verlengde van Wijnjeterp lag Duurswoude, ook een wegdorp. Op de grens tussen de twee dorpen ontstond in de negentiende eeuw de buurtschap 'Molenbuurt'. Mede door ruilverkavelingen werd in de tweede helft van de twintigste eeuw Molenbuurt de groeikern. In 1973 werd, na veel discussie, besloten de twee dorpen samen te voegen. Per 1 januari 1974 werd dit officieel en zo hield het dorp Wijnjeterp op te bestaan.

## Naam
De plaatsnaam verwijst waarschijnlijk naar het feit dat op een kunstmatig opgehoogde grond is gelegen van de familie van de persoon Wine. Het duidt erop dat de zandrug als een terp is opgehoogd bij het ontstaan van de nederzetting. Het zou ook later gebeurd zijn. In 1315 was er ook sprake van Weningawalde, maar onduidelijk is wat dat precies duidt. Sommigen denken dat het wel het latere Wijnjeterp duidt, maar ook wordt niet uitgesloten dat het streek duidt waarin het is gelegen of naar een bos in de nabijheid.
In 1505 werd de plaats vermeld als Wynjeterp en als Wijngeterp in 1543 vindt met het dorp terug als Weyngedorp, Wangeterp en Wangedorp en 1579 werd het vermeld als Wimeterp.

## Klokkenstoel
Op het kerkhof bij de kerk van Wijnjeterp staat een van de Friese klokkenstoelen.